# Ізмаїльська міська рада
Ізмаї́льська міська́ ра́да — орган місцевого самоврядування Ізмаїльської територіальної громади Ізмаїльського району Одеської області.

## Склад ради
Рада складається з 50 депутатів та голови.
- Голова ради: Абрамченко Андрій В'ячеславович[1]
- Секретар ради: Чмига Сергій Григорович

Керівний склад попередніх скликань
| ПІБ                             | Основні відомості                                     | Дата обрання | Дата звільнення |
| ------------------------------- | ----------------------------------------------------- | ------------ | --------------- |
| Дубенко Георгій Миколайович     | Міський голова, 1953 року народження, безпартійний    | 26.03.2006   | 31.10.2010      |
| Абрамченко Андрій В'ячеславович | Міський голова, 1965 року народження, Партія регіонів | 31.10.2010   |                 |

Примітка: таблиця складена за даними джерела
Депутати
За результатами місцевих виборів 2010 року депутатами ради стали:
За суб'єктами висування
| Суб'єкт висування                                       | Кількість обраних депутатів | %  |
| ------------------------------------------------------- | --------------------------- | -- |
| Партія регіонів                                         | 31                          | 62 |
| Політична партія «Сильна Україна»                       | 10                          | 20 |
| Комуністична партія України                             | 2                           | 4  |
| Партія «Руський блок»                                   | 2                           | 4  |
| Політична партія Всеукраїнське об'єднання «Батьківщина» | 2                           | 4  |
| Політична партія «Фронт Змін»                           | 2                           | 4  |
| Партія промисловців і підприємців України               | 1                           | 2  |

За округами
| № округу                                                | Прізвище, ім'я, по батькові            | Дата визнання обраним | Освіта         | Партійна приналежність                         | Відомості про обраного депутата                                                                                         |
| ------------------------------------------------------- | -------------------------------------- | --------------------- | -------------- | ---------------------------------------------- | --- |
| Комуністична партія України                             |                                        |                       |                |                                                | |
| б/м                                                     | Коноваленко Віктор Дмитрович           | 04.11.2010            | Освіта вища    | член Комуністичної партії України              | ВАТ «Українське Дунайське Пароплавство», інспектор відділу кадрів                                                       |
| б/м                                                     | Руденко Олена Анатоліївна              | 04.11.2010            | Освіта вища    | член Комуністичної партії України              | дитяча юнацька спортивна школа № 2 Комітету з фізичної культури і спорту Ізмаїльської міської ради, інструктор-методист |
| Партія промисловців і підприємців України               |                                        |                       |                |                                                | |
| 7                                                       | Козак Віталій Петрович                 | 04.11.2010            | Освіта вища    | член Партії промисловців і підприємців України | ТОВ «Німфа», директор                                                                                                   |
| Партія регіонів                                         |                                        |                       |                |                                                | |
| б/м                                                     | Пундик Євген Миколайович               | 04.11.2010            | Освіта вища    | член Партії регіонів                           | Ізмаїльська міська організація Партії регіонів, голова                                                                  |
| б/м                                                     | Морозова Олена Іванівна                | 04.11.2010            | Освіта вища    | член Партії регіонів                           | пенсіонер |
| б/м                                                     | Галушка Юрій Сергійович                | 04.11.2010            | Освіта вища    | член Партії регіонів                           | тимчасово не працює |
| б/м                                                     | Лапшин Сергій Кузьмич                  | 04.11.2010            | Освіта вища    | член Партії регіонів                           | приватний підприємець                                                                                                   |
| б/м                                                     | Афанасьєвський Олег Дмитрович          | 04.11.2010            | Освіта вища    | член Партії регіонів                           | приватний підприємець                                                                                                   |
| б/м                                                     | Чернега Олександр Григорович           | 04.11.2010            | Освіта вища    | член Партії регіонів                           | Верховна рада України, помічник-консультант народного депутата                                                          |
| б/м                                                     | Філіпов Юрій Анатолійович              | 04.11.2010            | Освіта вища    | член Партії регіонів                           | товариство «Нова зірка», менеджер                                                                                       |
| б/м                                                     | Мігель Володимир Борисович             | 04.11.2010            | Освіта вища    | член Партії регіонів                           | Ізмаїльський центральний ринок Ізмаїльської районної спілки споживчих товариств, голова правління                       |
| б/м                                                     | Стандратюк Сергій Йосипович            | 04.11.2010            | Освіта вища    | член Партії регіонів                           | товариство «Агенція Трайтон сервіс Україна», директор по виробництву                                                    |
| б/м                                                     | Лапшин Володимир Кузьмич               | 04.11.2010            | Освіта вища    | член Партії регіонів                           | приватний підприємець, юрист                                                                                            |
| б/м                                                     | Гребельна Олена Олександрівна          | 04.11.2010            | Освіта вища    | член Партії регіонів                           | Ізмаїльська міська організація Партії регіонів, керівник секретаріату                                                   |
| 2                                                       | Клімінченко Олександр Дмитрович        | 04.11.2010            | Освіта вища    | член Партії регіонів                           | комунальне підприємство «Теплові мережі Ізмаїлтеплокомуненерго», начальник виробничої дільниці                          |
| 3                                                       | Краснопольський Олександр Анатолійович | 04.11.2010            | Освіта вища    | член Партії регіонів                           | ТОВ «Анатоль і К», директор                                                                                             |
| 5                                                       | Фортуна Ігор Степанович                | 04.11.2010            | Освіта вища    | член Партії регіонів                           | приватний підприємець                                                                                                   |
| 6                                                       | Кравцуненко Сніжана Іванівна           | 04.11.2010            | Освіта вища    | член Партії регіонів                           | приватний підприємець                                                                                                   |
| 8                                                       | Літінський Сергій Сергійович           | 04.11.2010            | Освіта вища    | член Партії регіонів                           | управління капітального будівництва Ізмаїльської міської ради, провідний інженер технагляду за будівництвом             |
| 9                                                       | Єлькін Володимир Дмитрович             | 04.11.2010            | Освіта вища    | член Партії регіонів                           | управління капітального будівництва Ізмаїльської міської ради, начальник                                                |
| 10                                                      | Переверза Сергій Савелійович           | 04.11.2010            | Освіта вища    | член Партії регіонів                           | тимчасово не працює |
| 11                                                      | Гузаіров Фоат Хайдарович               | 04.11.2010            | Освіта вища    | член Партії регіонів                           | КРУ в Одеській області, об'єднаний Ізмаїльський контрольно-ревізійний відділ, начальник відділу                         |
| 12                                                      | Куріс Лариса Єгорівна                  | 04.11.2010            | Освіта вища    | член Партії регіонів                           | загальноосвітня школа № 11 м. Ізмаїл, директор                                                                          |
| 13                                                      | Чмига Сергій Григорович                | 04.11.2010            | Освіта вища    | член Партії регіонів                           | комунальне підприємство «Ізмаїльська міська ритуальна служба», заступник директора                                      |
| 14                                                      | Галкіна Галина Василівна               | 04.11.2010            | Освіта вища    | член Партії регіонів                           | загальноосвітня школа № 10 м. Ізмаїл, директор                                                                          |
| 15                                                      | Кінєв Георгій Степанович               | 04.11.2010            | Освіта вища    | член Партії регіонів                           | приватне будівельне підприємство «Кінгс», директор                                                                      |
| 17                                                      | Дмитрієв Юрій Андрійович               | 04.11.2010            | Освіта середня | член Партії регіонів                           | Ізмаїльське вище професійне училище № 9, художній та музичний керівник                                                  |
| 18                                                      | Ківалов Сергій Миколайович             | 04.11.2010            | Освіта вища    | член Партії регіонів                           | приватний підприємець                                                                                                   |
| 19                                                      | Дмитрієв Микола Іванович               | 04.11.2010            | Освіта вища    | член Партії регіонів                           | Ізмаїльська дитяча школа мистецтв, диригент оркестру                                                                    |
| 20                                                      | Дехтярьов Ігор Вікторович              | 04.11.2010            | Освіта вища    | член Партії регіонів                           | приватне підприємство «Роднік», директор                                                                                |
| 22                                                      | Павленко Віктор Валерійович            | 04.11.2010            | Освіта вища    | член Партії регіонів                           | приватний підприємець                                                                                                   |
| 23                                                      | Літвін Андрій Анатолійович             | 26.05.2014            | Освіта вища    | член Партії регіонів                           | фізична особа-підприємець                                                                                               |
| 24                                                      | Христенко Олександр Анатолійович       | 04.11.2010            | Освіта вища    | член Партії регіонів                           | приватний підприємець                                                                                                   |
| 25                                                      | Кесіора Наталія Кіндратівна            | 04.11.2010            | Освіта вища    | член Партії регіонів                           | управління житлово-комунального господарства, начальник                                                                 |
| Партія «Руський блок»                                   |                                        |                       |                |                                                | |
| б/м                                                     | Дубенко Георгій Миколайович            | 04.11.2010            | Освіта вища    | позапартійний                                  | Одеське обласне виробниче управління водного господарства, заступник начальника                                         |
| 1                                                       | Дубенко Сергій Георгійович             | 04.11.2010            | Освіта вища    | позапартійний                                  | ТОВ «Інкомтранс», митний брокер                                                                                         |
| Політична партія Всеукраїнське об'єднання «Батьківщина» |                                        |                       |                |                                                | |
| б/м                                                     | Дідух Анатолій Васильович              | 04.11.2010            | Освіта вища    | член Всеукраїнського об'єднання «Батьківщина»  | приватний підприємець                                                                                                   |
| б/м                                                     | Москаленко Віктор Борисович            | 04.11.2010            | Освіта вища    | член Всеукраїнського об'єднання «Батьківщина»  | судноплавна компанія України, директор                                                                                  |
| Політична партія «Сильна Україна»                       |                                        |                       |                |                                                | |
| б/м                                                     | Лузанов Сергій Аркадійович             | 04.11.2010            | Освіта вища    | член Політичної партії «Сильна Україна»        | колективне підприємство "Редакція газети «Співрозмовник Ізмаїлу», заступник головного редактора                         |
| б/м                                                     | Скоробреха Ігор Олександрович          | 04.11.2010            | Освіта вища    | позапартійний                                  | загальноосвітній політехнічний ліцей II–III ст. м. Ізмаїл, викладач                                                     |
| б/м                                                     | Левченко Володимир Іванович            | 04.11.2010            | Освіта вища    | член Політичної партії «Сильна Україна»        | «Укрсоцбанк», Ізмаїльське відділення, керівник                                                                          |
| б/м                                                     | Агаєв Назім Бахрамович                 | 04.11.2010            | Освіта вища    | член Політичної партії «Сильна Україна»        | приватний підприємець                                                                                                   |
| б/м                                                     | Бєлицький Роман Миколайович            | 04.11.2010            | Освіта вища    | член Політичної партії «Сильна Україна»        | приватний підприємець                                                                                                   |
| б/м                                                     | Усов Сергій Григорович                 | 08.12.2010            | Освіта вища    | член Політичної партії «Сильна Україна»        | торговельно-транспортне приватне підприємство «МегаТТеП», директор                                                      |
| б/м                                                     | Іванов Олександр Валерійович           | 08.12.2010            | Освіта вища    | член Політичної партії «Сильна Україна»        | приватний підприємець                                                                                                   |
| 4                                                       | Кошевой Геннадій Дмитрович             | 04.11.2010            | Освіта вища    | член Політичної партії «Сильна Україна»        | приватний підприємець «Бахмутов О. І.», автоелектрик                                                                    |
| 16                                                      | Лапшина Марина Іванівна                | 04.11.2010            | Освіта вища    | член Політичної партії «Сильна Україна»        | міський методичний кабінет відділу освіти Ізмаїльської міської ради, завідувач                                          |
| 21                                                      | Абрамченко Олег В'ячеславович          | 04.11.2010            | Освіта вища    | член Політичної партії «Сильна Україна»        | ВАТ «Українське Дунайське Пароплавство», майстер                                                                        |
| Політична партія «Фронт Змін»                           |                                        |                       |                |                                                | |
| б/м                                                     | Сорочишин Василь Павлович              | 04.11.2010            | Освіта вища    | член Політичної партії «Фронт Змін»            | філія АБ «Південний» в м. Ізмаїл, керуючий                                                                              |
| б/м                                                     | Фуфаєв Анатолій Іванович               | 04.11.2010            | Освіта вища    | член Політичної партії «Фронт Змін»            | ТОВ ІВКФ «Істр», директор                                                                                               |